# Профаза

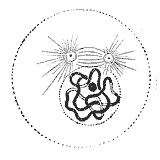
Стадія профази. Зображено ядро з конденсованим хроматином і центросоми над ним.

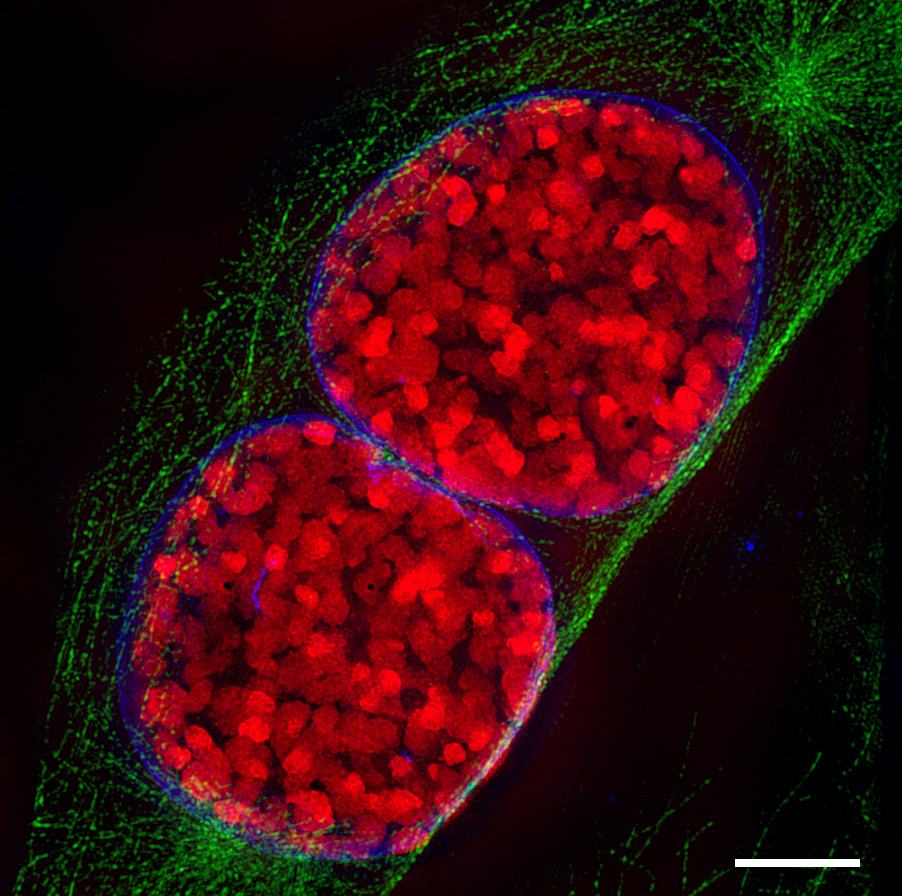
Клітини миші у профазі з допомогою 3D-SIM мікроскопу. Видно конденсовані хромосоми (червоний колір), ядерну оболонку (блакитний) і мікротрубочки (зелені). Вгорі праворуч, видно центросому. Кольори отримані з допомогою імуногістохімії. Шкала становить 5 мкм.

Профаза — стадія мітотичного або мейотичного поділу клітини. Профаза починається з ущільнення хроматину. Відбувається спіралізація хроматид. Стає помітною первинна перетяжка, де розташована центромера, до якої приєднуються нитки веретена поділу. Поступово зменшується і зникає ядерце, ядерна оболонка розпадається на фрагменти, і хромосоми опиняються в цитоплазмі.
Починає формуватися веретено поділу. Його нитки прикріплюються до центромер і хромосоми починають рухатись до центру клітини. Після профази наступає стадія прометафази.

## Формування веретена поділу
На початку профази численні цитоплазматичні мікротрубочки, що входять до складу цитоскелету, розпадаються. При цьому утворюється великий пул вільних молекул тубуліну. Ці молекули знову використовуються для побудови головного компонента апарату поділу — веретена поділу. Від пари центріолей, що формують центри поділу, променями розходяться мікротрубочки (фігура «зірка»). Спочатку обидві зірки лежать поряд біля ядерної мембрани. У пізній профазі пучки полюсних мікротрубочок (видимі у світловий мікроскоп — полюсні нитки) збільшуються і ніби розштовхують два центри поділу один від одного вздовж зовнішньої поверхні ядра. У такий спосіб утворюється біполярне веретено поділу.
| ДНК | Це незавершена стаття з генетики. Ви можете допомогти проєкту, виправивши або дописавши її. |